# L'Homme aux cent voix
Pour plus de détails, voir Fiche technique et Distribution.
L'Homme aux cent voix (Talk of the Devil) est un film britannique réalisé par Carol Reed, sorti en 1936.

## Synopsis
John Findlay, directeur d'un chantier naval, a un demi-frère Stephen, qui est son souffre-douleur. Ann, la charmante filleule de John, est engagée par Ray Allen, qui a le don d'imiter la voix de n'importe qui. Ray, en utilisant ce don mais sans le faire exprès, permet à Stephen d'obtenir des informations confidentielles à propos d'un contrat, informations que Stephen va mettre à profit.

## Fiche technique
- Titre original : Talk of the Devil
- Titre français : L'Homme aux cent voix
- Réalisation : Carol Reed
- Scénario : Carol Reed et Anthony Kimmins
- Direction artistique : C. Wilfred Arnold
- Photographie : Francis Carver
- Montage : Helen Lewis, Merrill G. White, John E. Morris
- Musique : Percival Mackey
- Production : Jack Raymond
- Société de production : British and Dominions Film Corporation
- Société de distribution : United Artists Corporation
- Pays d'origine :  Royaume-Uni
- Langue originale : anglais
- Format : Noir et blanc  — 35 mm — 1,37:1 — son mono
- Genre : Film policier
- Durée : 76 minutes
- Dates de sortie : 
  - Royaume-Uni : 9 décembre 1936
  - France : 21 juin 1939

## Distribution
- Ricardo Cortez : Ray Allen
- Sally Eilers : Ann Marlow
- Basil Sydney : Stephen Findlay
- Randle Ayrton : John Findlay
- Fred Culley : Alderson
- Charles Carson : Lord Dymchurch
- Gordon McLeod : l'inspecteur
- Denis Cowles : Phillip Couls
- Langley Howard : l'employé
- Quenton Macpherson : Angus
- Margaret Rutherford : la gouvernante de Stephen
- Moore Marriott : le joueur de fléchettes au pub